# Bilan saison par saison des Nets de Brooklyn

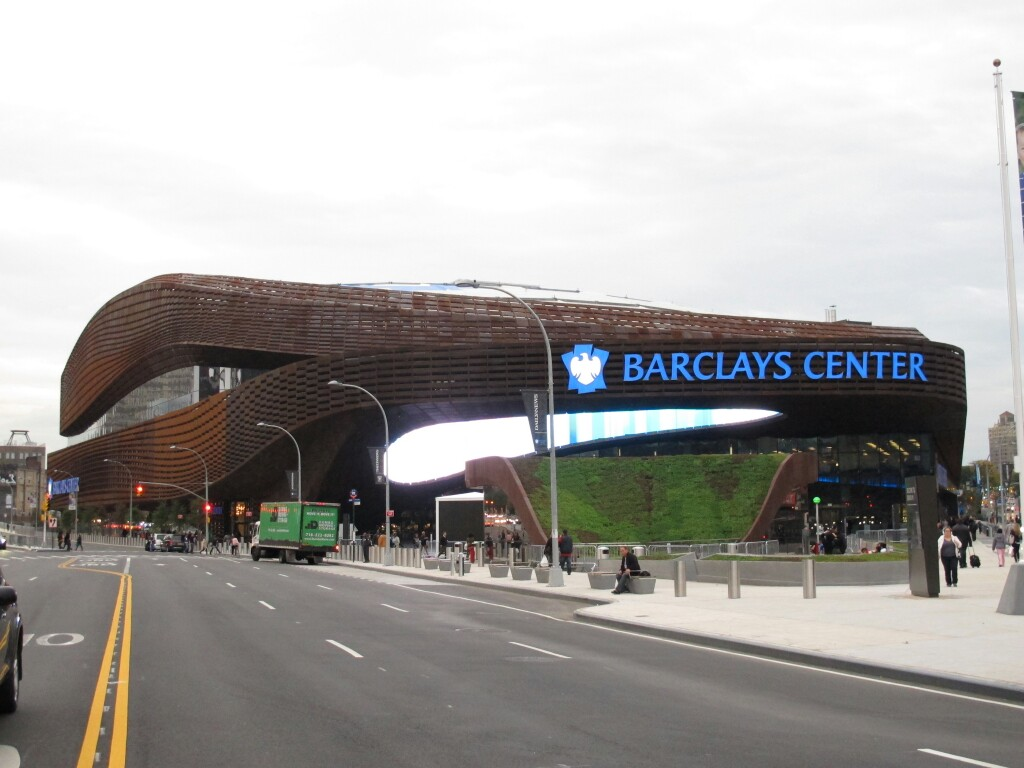
Le Barclays Center est l'arène des Nets.

Le tableau suivant est un bilan saison par saison des Nets de Brooklyn avec les performances réalisées par la franchise depuis sa création en 1967, avec les saisons passées en ABA jusqu'en 1976. La franchise réalise son entrée en NBA à partir de la saison 1976-1977 en tant que Nets de New York.   
| Saison                     | Équipe                     | Conférence                 | Conférence                 | Division                   | Division                   | Saison régulière | Saison régulière | Saison régulière | Playoffs | Entraîneur principal                       | Réf.         |
| Saison                     | Équipe                     | Conférence                 | Conférence                 | Division                   | Division                   | V                | D                | PCT              | Playoffs | Entraîneur principal                       | Réf.         |
| -------------------------- | -------------------------- | -------------------------- | -------------------------- | -------------------------- | -------------------------- | ---------------- | ---------------- | ---------------- | --- | ------------------------------------------ | ------------ |
| New Jersey Americans       |                            |                            |                            |                            |                            |                  |                  |                  | |                                            |              |
| 1967-68                    | 1967-68                    | -                          | -                          | Est                        | 5e                         | 36               | 42               | 45,6%            | - | Max Zaslofsky                              | [ 1 ]        |
| New York Nets              |                            |                            |                            |                            |                            |                  |                  |                  | |                                            |              |
| 1968-69                    | 1968-69                    | -                          | -                          | Est                        | 5e                         | 17               | 61               | 21,8%            | - | Max Zaslofsky                              | [ 2 ]        |
| 1969-70                    | 1969-70                    | -                          | -                          | Est                        | 4e                         | 39               | 45               | 46,4%            | Défaite au premier tour (Kentucky, 3-4) | York Larese                                | [ 3 ]        |
| 1970-71                    | 1970-71                    | -                          | -                          | Est                        | 3e                         | 40               | 44               | 47,6%            | Défaite au premier tour (Virginie, 2-4) | Lou Carnesecca                             | [ 4 ]        |
| 1971-72                    | 1971-72                    | -                          | -                          | Est                        | 3e                         | 44               | 40               | 52,4%            | Victoire au premier tour (Kentucky, 4-2) Victoire en demi-finale (Virginie, 4-2) Défaite en finale ABA (Indiana, 2-4)                                                                  | Lou Carnesecca                             | [ 5 ]        |
| 1972-73                    | 1972-73                    | -                          | -                          | Est                        | 4e                         | 30               | 54               | 35,7%            | Défaite au premier tour (Caroline, 1-4) | Lou Carnesecca                             | [ 6 ]        |
| 1973-74                    | 1973-74                    | -                          | -                          | Est                        | 1er                        | 55               | 29               | 65,5%            | Victoire au premier tour (Virginie, 4-1) Victoire en demi-finale (Kentucky, 4-0) Victoire en finale ABA (Utah, 4-1)                                                                    | Kevin Loughery                             | [ 7 ]        |
| 1974-75                    | 1974-75                    | -                          | -                          | Est                        | 2e                         | 58               | 26               | 69,0%            | Défaite au premier tour (Virginie, 1-4) | Kevin Loughery                             | [ 8 ]        |
| 1975-76                    | 1975-76                    | -                          | -                          | Division unique            | 2e                         | 55               | 29               | 65,5%            | Victoire en demi-finale (San Antonio, 4-3) Victoire en finale ABA (Denver, 4-2) | Kevin Loughery                             | [ 9 ]        |
| 1976-77                    | 1976-77                    | Est                        | 11e                        | Atlantique                 | 5e                         | 22               | 60               | 26,8%            | - | Kevin Loughery                             | [ 10 ]       |
| New Jersey Nets            |                            |                            |                            |                            |                            |                  |                  |                  | |                                            |              |
| 1977-78                    | 1977-78                    | Est                        | 11e                        | Atlantique                 | 5e                         | 24               | 58               | 29,3%            | - | Kevin Loughery                             | [ 11 ]       |
| 1978-79                    | 1978-79                    | Est                        | 6e                         | Atlantique                 | 3e                         | 37               | 45               | 45,1%            | Défaite au premier tour (Philadelphie, 0-2) | Kevin Loughery                             | [ 12 ]       |
| 1979-80                    | 1979-80                    | Est                        | 10e                        | Atlantique                 | 5e                         | 34               | 48               | 41,5%            | - | Kevin Loughery                             | [ 13 ]       |
| 1980-81                    | 1980-81                    | Est                        | 10e                        | Atlantique                 | 5e                         | 24               | 58               | 29,3%            | - | Kevin Loughery Bob MacKinnon               | [ 14 ]       |
| 1981-82                    | 1981-82                    | Est                        | 4e                         | Atlantique                 | 3e                         | 44               | 38               | 53,7%            | Défaite au premier tour (Washington, 0-2) | Larry Brown                                | [ 15 ]       |
| 1982-83                    | 1982-83                    | Est                        | 4e                         | Atlantique                 | 3e                         | 49               | 33               | 59,8%            | Défaite au premier tour (New York, 0-2) | Larry Brown Bill Blair                     | [ 16 ]       |
| 1983-84                    | 1983-84                    | Est                        | 6e                         | Atlantique                 | 4e                         | 45               | 37               | 54,9%            | Victoire au premier tour (Philadelphie, 3-2) Défaite en demi-finale de conférence (Milwaukee, 2–4)                                                                                     | Stan Albeck                                | [ 17 ]       |
| 1984-85                    | 1984-85                    | Est                        | 5e                         | Atlantique                 | 3e                         | 42               | 40               | 51,2%            | Défaite au premier tour (Détroit, 0-3) | Stan Albeck                                | [ 18 ]       |
| 1985-86                    | 1985-86                    | Est                        | 7e                         | Atlantique                 | 3e                         | 39               | 43               | 47,6%            | Défaite au premier tour (Milwaukee, 0-3) | Dave Wohl                                  | [ 19 ]       |
| 1986-87                    | 1986-87                    | Est                        | 10e                        | Atlantique                 | 4e                         | 24               | 58               | 29,3%            | - | Dave Wohl                                  | [ 20 ]       |
| 1987-88                    | 1987-88                    | Est                        | 11e                        | Atlantique                 | 5e                         | 19               | 63               | 23,2%            | - | Dave Wohl Bob MacKinnon                    | [ 21 ]       |
| 1988-89                    | 1988-89                    | Est                        | 11e                        | Atlantique                 | 5e                         | 26               | 56               | 31,7%            | - | Willis Reed                                | [ 22 ]       |
| 1989-90                    | 1989-90                    | Est                        | 13e                        | Atlantique                 | 6e                         | 17               | 65               | 20,7%            | - | Willis Reed Bill Fitch                     | [ 23 ]       |
| 1990-91                    | 1990-91                    | Est                        | 11e                        | Atlantique                 | 5e                         | 26               | 56               | 31,7%            | - | Bill Fitch                                 | [ 24 ]       |
| 1991-92                    | 1991-92                    | Est                        | 6e                         | Atlantique                 | 3e                         | 40               | 42               | 48,8%            | Défaite au premier tour (Cleveland, 1-3) | Bill Fitch                                 | [ 25 ]       |
| 1992-93                    | 1992-93                    | Est                        | 6e                         | Atlantique                 | 3e                         | 43               | 39               | 54,2%            | Défaite au premier tour (Cleveland, 2-3) | Chuck Daly                                 | [ 26 ]       |
| 1993-94                    | 1993-94                    | Est                        | 7e                         | Atlantique                 | 3e                         | 45               | 37               | 54,9%            | Défaite au premier tour (New York, 1-3) | Chuck Daly                                 | [ 27 ]       |
| 1994-95                    | 1994-95                    | Est                        | 11e                        | Atlantique                 | 5e                         | 30               | 52               | 36,6%            | - | Butch Beard                                | [ 28 ]       |
| 1995-96                    | 1995-96                    | Est                        | 12e                        | Atlantique                 | 6e                         | 30               | 52               | 36,6%            | - | Butch Beard                                | [ 29 ]       |
| 1996-97                    | 1996-97                    | Est                        | 13e                        | Atlantique                 | 5e                         | 26               | 56               | 31,7%            | - | John Calipari                              | [ 30 ]       |
| 1997-98                    | 1997-98                    | Est                        | 8e                         | Atlantique                 | 3e                         | 43               | 39               | 52,4%            | Défaite au premier tour (Chicago, 0-3) | John Calipari                              | [ 31 ]       |
| 1998-99                    | 1998-99                    | Est                        | 14e                        | Atlantique                 | 7e                         | 16               | 34               | 32,0%            | - | John Calipari Don Casey                    | [ 32 ]       |
| 1999-00                    | 1999-00                    | Est                        | 12e                        | Atlantique                 | 6e                         | 31               | 51               | 37,8%            | - | Don Casey                                  | [ 33 ]       |
| 2000-01                    | 2000-01                    | Est                        | 12e                        | Atlantique                 | 6e                         | 26               | 56               | 31,7%            | - | Byron Scott                                | [ 34 ]       |
| 2001-02                    | 2001-02                    | Est                        | 1er                        | Atlantique                 | 1er                        | 52               | 30               | 63,4%            | Victoire au premier tour (Indiana, 3-2) Victoire en demi-finale de conférence (Charlotte, 4–1) Victoire en finale de conférence (Boston, 4–2) Défaite en finale NBA (L.A. Lakers, 0-4) | Byron Scott                                | [ 35 ]       |
| 2002-03                    | 2002-03                    | Est                        | 2e                         | Atlantique                 | 1er                        | 49               | 33               | 59,8%            | Victoire au premier tour (Milwaukee, 4-2) Victoire en demi-finale de conférence (Boston, 4–0) Victoire en finale de conférence (Détroit, 4–0) Défaite en finale NBA (San Antonio, 2-4) | Byron Scott                                | [ 36 ]       |
| 2003-04                    | 2003-04                    | Est                        | 2e                         | Atlantique                 | 1er                        | 47               | 35               | 57,3%            | Victoire au premier tour (New York, 4-0) Défaite en demi-finale de conférence (Détroit, 3-4)                                                                                           | Byron Scott Lawrence Frank                 | [ 37 ]       |
| 2004-05                    | 2004-05                    | Est                        | 8e                         | Atlantique                 | 3e                         | 42               | 40               | 51,2%            | Défaite au premier tour (Miami, 0-4) | Lawrence Frank                             | [ 38 ]       |
| 2005-06                    | 2005-06                    | Est                        | 3e                         | Atlantique                 | 1er                        | 49               | 33               | 59,8%            | Victoire au premier tour (Indiana, 4-2) Défaite en demi-finale de conférence (Miami, 1-4)                                                                                              | Lawrence Frank                             | [ 39 ]       |
| 2006-07                    | 2006-07                    | Est                        | 6e                         | Atlantique                 | 2e                         | 41               | 41               | 50,0%            | Victoire au premier tour (Toronto, 4-2) Défaite en demi-finale de conférence (Cleveland, 2-4)                                                                                          | Lawrence Frank                             | [ 40 ]       |
| 2007-08                    | 2007-08                    | Est                        | 10e                        | Atlantique                 | 4e                         | 34               | 48               | 41,5%            | - | Lawrence Frank                             | [ 41 ]       |
| 2008-09                    | 2008-09                    | Est                        | 11e                        | Atlantique                 | 3e                         | 34               | 48               | 41,5%            | - | Lawrence Frank                             | [ 42 ]       |
| 2009-10                    | 2009-10                    | Est                        | 15e                        | Atlantique                 | 5e                         | 12               | 70               | 14,6%            | - | Lawrence Frank Tom Barrise Kiki Vandeweghe | [ 43 ]       |
| 2010-11                    | 2010-11                    | Est                        | 12e                        | Atlantique                 | 4e                         | 24               | 58               | 29,3%            | - | Avery Johnson                              | [ 44 ]       |
| 2011-12                    | 2011-12                    | Est                        | 12e                        | Atlantique                 | 5e                         | 22               | 44               | 33,3%            | - | Avery Johnson                              | [ 45 ]       |
| Brooklyn Nets              |                            |                            |                            |                            |                            |                  |                  |                  | |                                            |              |
| 2012-13                    | 2012-13                    | Est                        | 4e                         | Atlantique                 | 2e                         | 49               | 33               | 59,8%            | Défaite au premier tour (Chicago, 3-4) | Avery Johnson P. J. Carlesimo              | [ 46 ]       |
| 2013-14                    | 2013-14                    | Est                        | 6e                         | Atlantique                 | 2e                         | 44               | 38               | 53,7%            | Victoire au premier tour (Toronto, 4-3) Défaite en demi-finale de conférence (Miami, 1-4)                                                                                              | Jason Kidd                                 | [ 47 ]       |
| 2014-15                    | 2014-15                    | Est                        | 8e                         | Atlantique                 | 3e                         | 38               | 44               | 46,3%            | Défaite au premier tour (Atlanta, 2-4) | Lionel Hollins                             | [ 48 ]       |
| 2015-16                    | 2015-16                    | Est                        | 14e                        | Atlantique                 | 4e                         | 21               | 61               | 25,6%            | - | Lionel Hollins Tony Brown                  | [ 49 ]       |
| 2016-17                    | 2016-17                    | Est                        | 15e                        | Atlantique                 | 5e                         | 20               | 62               | 24,4%            | - | Kenny Atkinson                             | [ 50 ]       |
| 2017-18                    | 2017-18                    | Est                        | 12e                        | Atlantique                 | 5e                         | 28               | 54               | 34,1%            | - | Kenny Atkinson                             | [ 51 ]       |
| 2018-19                    | 2018-19                    | Est                        | 6e                         | Atlantique                 | 4e                         | 42               | 40               | 51,2%            | Défaite au premier tour (Philadelphie, 1-4) | Kenny Atkinson                             | [ 52 ]       |
| 2019-20                    | 2019-20                    | Est                        | 7e                         | Atlantique                 | 4e                         | 35               | 37               | 48,6%            | Défaite au premier tour (Toronto, 0-4) | Kenny Atkinson Jacque Vaughn               | [ 53 ]       |
| 2020-21                    | 2020-21                    | Est                        | 2e                         | Atlantique                 | 2e                         | 48               | 24               | 66,7%            | Victoire au premier tour (Boston, 4-1) Défaite en demi-finale de conférence (Milwaukee, 3-4)                                                                                           | Steve Nash                                 | [ 54 ]       |
| 2021-22                    | 2021-22                    | Est                        | 7e                         | Atlantique                 | 4e                         | 44               | 38               | 53,7%            | Défaite au premier tour (Boston, 0-4) | Steve Nash                                 | [ 55 ]       |
| 2022-23                    | 2022-23                    | Est                        | 6e                         | Atlantique                 | 4e                         | 45               | 37               | 54,9%            | Défaite au premier tour (Philadelphie, 0-4) | Steve Nash Jacque Vaughn                   | [ 56 ]       |
| 2023-24                    | 2023-24                    | Est                        | 11e                        | Atlantique                 | 4e                         | 32               | 50               | 39,0%            | - | Jacque Vaughn Kevin Ollie                  | [ 57 ]       |
| 2024-25                    | 2024-25                    | Est                        | 12e                        | Atlantique                 | 4e                         | 26               | 56               | 31,7%            | - | Jordi Fernández                            | [ 58 ]       |
| Saison régulière (ABA-NBA) | Saison régulière (ABA-NBA) | Saison régulière (ABA-NBA) | Saison régulière (ABA-NBA) | Saison régulière (ABA-NBA) | Saison régulière (ABA-NBA) | 2 054            | 2 640            | 43,8%            | |                                            |              |
| Playoffs (ABA-NBA)         | Playoffs (ABA-NBA)         | Playoffs (ABA-NBA)         | Playoffs (ABA-NBA)         | Playoffs (ABA-NBA)         | Playoffs (ABA-NBA)         | 107              | 133              | 44,6%            | 2 titres ABA | 2 titres ABA                               | 2 titres ABA |